# Goran Višnjić
Goran Višnjić  (Šibenik, Croacia; 9 de septiembre de 1972) es un actor y productor de cine croata-estadounidense, es conocido por interpretar al Dr. Luka Kovać en la serie norteamericana ER (Urgencias), y  a Garcia Flynn en la serie Timeless. Su último trabajo hasta ahora ha sido interpretando a Erik el Rojo en la temporada 3 de la serie Vikings: Valhalla.
Acreditado como Goran Visnjic en su obra en idioma inglés, adoptó la ortografía simplificada de su nombre cuando llegó a los Estados Unidos a finales de 1990.

## Biografía
Visnjic nació en Šibenik, una ciudad de la costa dálmata en Croacia. Su padre, Željko Višnjić, era conductor de autobús, y su madre, Milka, trabajaba en un supermercado y tiene un hermano mayor, Joško. Apareció en obras de teatro durante toda su infancia e hizo su debut en la pantalla a los 16 años en la película yugoslava Braća po materi (1988) interpretando a un joven Ustacha.
Durante la Disolución de Yugoslavia, Visnjic estaba realizando una gira de un año de servicio con el Ejército Popular Yugoslavo, por lo que abandonó dicho ejército y regresó a Šibenik y se unió al Ejército Croata, naciente en la defensa de su ciudad natal contra el ejército de la República Serbia de Krajina. Después de dejar el ejército croata, Visnjic se trasladó a Zagreb para estudiar en la Academia de Arte Dramático de la Universidad de Zagreb.

## Trayectoria
Visnjic fue el actor más joven en interpretar Hamlet en el Dubrovnik Summer Theatre Festival en Croacia. Durante 6 años protagonizó la obra, cosechando premios como el Orlando Awards, equivalente al Tony Award. Durante un episodio de Urgencias, hizo un guiño a su primer gran papel, recitando en croata el famoso discurso de Hamlet «Ser o no ser».
Antes de Urgencias, encontró trabajo en producciones televisivas locales y consiguió un anuncio de cerveza Tuborg que se emitió en Europa. El debut en Hollywood lo hizo en 1997 con la película Welcome to Sarajevo de Michael Winterbottom, antes de desembarcar en Urgencias, Vinsjic tuvo pequeños papeles en películas como El pacificador, junto a George Clooney), Committed o Practical Magic (junto a Nicole Kidman y Sandra Bullock), además de protagonizar algún videoclip como The power of goodbye de Madonna, también tuvo un cameo en la película Rounders.
Fué su papel de como Risto en Welcome to Sarajevo el que hizo que el productor Jack Orman le ofreciera un papel protagonista en Urgencias, para intentar cubrir el gran hueco dejado por George Clooney. Fue entonces cuando en 1999 llegó en la 6ª temporada al County General para interpretar el papel de Luka Kovac durante cinco temporadas consecutivas y reapareciendo durante otras 4 temporadas más, siendo uno de los actores que ha aparecido en más temporadas de la serie.
Desde que comenzó la serie, el actor croata ha estado intercalando su trabajo en Urgencias con otros proyectos como actuar en la película británica Close Your Eyes (2002), junto a Shirley Henderson y Miranda Otto. Coprotagonizó The Deep End, puso la voz de Soto en Ice Age o protagonizando Espartaco la tv movie estrenada en 2004 y la película de la televisión croata Long Dark Night. Apareció junto a Jennifer Garner en Elektra (2005). En 2005, fue uno de los cuatro finalistas para el papel de James Bond para acabar perdiendo ante el actor británico Daniel Craig, con el que aparecería en La chica del dragón tatuado.
En 2008 protagonizó la película Helen, junto a Ashley Judd como marido del personaje de esta en el drama, que tuvo su estreno mundial en el Festival de Cine de Sundance 2009. Apareció junto a Carla Gugino en un momento de la película de 2009 Nueva York, I Love You, una antología de historias que transcurren en Nueva York. Su episodio, dirigido por Andrei Zvyagintsev, fue eliminado de la versión que se exhibió en los cines, pero se incluyó en el DVD.
Visnjic apareció en el drama histórico The Courageous Heart of Irena Sendler, sobre una mujer polaca joven que salvó la vida de muchos niños judíos en tiempos de guerra Varsovia, filmada en Riga, Letonia. Fue producida por Hallmark Hall of Fame y se transmitió por CBS el 19 de abril de 2009. Se completó un papel en Mike Mills película independiente Principiantes. A finales de 2009, fue elegido como «Sansón» en la miniserie The Deep, que se muestra en la BBC Oneen 2010.
Apareció como Andrija Hebrang en el drama histórico Tito en la televisión croata., en el final de la tercera temporada de dos episodios de la serie de televisión Leverage, como el financiero del crimen internacional Damien Moreau, su primera aparición como invitado en un programa de televisión en inglés. En 2011, interpretó a Dragan Armansky, el jefe de una agencia de seguridad, en La chica del dragón tatuado y ha firmado para interpretar este papel durante toda la trilogía cinematográfica producida y distribuida por Sony Pictures Entertainment. Apareció en cuatro episodios de la serie de televisión estadounidense Pan Am; interpretó a un agregado yugoslavo en las Naciones Unidas.
En 2014, interpretó a John Woods, el marido de Molly Woods, en Extant, producida por Steven Spielberg. Aunque la serie fue renovada a finales de 2014, Visnjic abandonó la serie a principios de la segunda temporada.
De 2016 a 2018, interpretó al antiguo activo de la NSA García Flynn en la serie de televisión de viajes en el tiempo de la NBC Timeless.
En 2019, Visnjic interpretó a Ante Gotovina en la película General, dirigida por Antun Vrdoljak. Su actuación, junto con la propia película, obtuvo críticas negativas y muchos críticos, entre ellos Milivoj Jukić y Jurica Pavičić, calificaron su interpretación como «la peor de su carrera». La película, criticada, se proyectó en el Festival de Cine de Pula.
Visnjic interpretó a Nikola Tesla en la duodécima serie de Doctor Who, apareciendo en el cuarto episodio, Nikola Tesla's Night of Terror, emitido por primera vez el 19 de enero de 2020. A principios de 2020, interpretó al Conde Drácula en el piloto dramático de la ABC The Brides, que no se vendió y que fue escrito por Roberto Aguirre-Sacasa.

## Premios y reconocimientos
En 1999, fue nombrado por la revista People como el hombre más sexy y en la TV Guide del 5 al 11 de junio de 2005 como «uno de los hombres más sexys de la televisión». En noviembre de 2005, la revista cinematográfica mensual croata Hollywood lo situó en el puesto 18 de la lista de las mejores estrellas masculinas de cine croatas de todos los tiempos. Premio al mejor actor por la película Doctor Sleep en el Festival de París en 2002. También fue nombrado Mejor actor croata de 2004, según los votos de los visitantes de las revistas de Internet, por su papel en la película Duga mračna noć, según los votos de la lista del periódico croata Večernji list.

## Vida personal
Visnjic ha participado activamente en los movimientos americanos y europeos pro derechos de los animales, y apareció en fotografías junto a su perro Bugsy en PETA primera campaña anti-piel de Europa del Este. En la actualidad es un representante, tanto para el Fondo Internacional para el Bienestar Animal y un Amigos Croacia animal, así como la prestación de asistencia a una serie de organizaciones de pequeños animales de rescate en California. Ha apoyado a una serie de instituciones médicas en Croacia mediante donaciones de dinero y equipo. Recientemente, apareció en el programa benéfico de América a nivel nacional de difusión-Stand Up to Cancer. Fue uno de los rostros de Urgencias en la larga campaña de la NBC The More You Know, apareciendo en anuncios de servicio público en los que se trataban temas como el tiempo en familia y la tolerancia.
Su esposa, Eva (nacida Ivana Vrdoljak), es artista y escultora, e hija del director de cine Antun Vrdoljak, que dirigió de forma polémica Hrvatska radiotelevizija de 1991 a 1995. La pareja tiene dos hijos adoptados y uno biológico y reside en Los Ángeles (California), además de tener una casa en la isla croata de Hvar. Višnjić reconoció la paternidad de una hija, Lana Lourdes Rupić, que tuvo en 2006 con una mujer croata, Mirela Rupić.

## Películas
| Película | Película                              | Película          | Película     |
| Año      | Título                                | Papel             | Notas        |
| -------- | ------------------------------------- | ----------------- | ------------ |
| 1988     | Braca po materi                       | Ustaša            |              |
| 1993     | Paranoja                              |                   | Cortometraje |
| 1995     | Nos vemos                             | Maks              |              |
| 1997     | Puska za uspavljivanje                | Devetka - '9'     |              |
| 1997     | Bienvenidos a Sarajevo                | Risto Bavić       |              |
| 1997     | El pacificador                        | Bazta Sargento    |              |
| 1998     | Juego de pelota con bate              | Maurice           |              |
| 1998     | Practical Magic                       | Jimmy Angelov     |              |
| 2000     | Comprometido                          | Neil              |              |
| 2001     | El final profundo                     | Alek 'Al' Spera   |              |
| 2001     | La última voluntad                    | Bepo Stambuk      |              |
| 2002     | Ice Age                               | Soto (voz)        |              |
| 2002     | El doctor del sueño                   | Michael Strother  |              |
| 2004     | Larga Noche Oscura                    | Ivan 'Iva' Kolar  |              |
| 2005     | Elektra                               | Mark Miller       |              |
| 2009     | Nueva York, Te Amo                    | Hombre            |              |
| 2009     | The Courageous Heart of Irena Sendler | stefan zgrzembski |              |
|          | Helen                                 | David Leonard     |              |
| 2011     | Principiantes                         | Andy              |              |
| 2011     | The Girl with the Dragon Tattoo       | Dragan Armanskij  |              |
| 2012     | Estilo de Ejecución                   | El químico        |              |
| 2012     | Corazones Oscuros                     | Armand            |              |
| 2012     | K-11                                  | Raymond Saxx Jr.  |              |
| 2013     | 95 decibelios                         | Dr. Corry         | Cortometraje |
| 2013     | The Counselor [24]                    | Miguel            |              |
| 2014     | Asma                                  | Ragen             |              |
| 2014     | Midnight Sun                          | Mutuk             |              |
| 2015     | You Were Never Here                   | S                 |              |
| 2022     | Hellraiser                            | Roland Voight     |              |

## Televisión
| Televisión | Televisión                                         | Televisión                     | Televisión                                                                                     |
| Año        | Título                                             | Papel                          | Notas                                                                                          |
| ---------- | -------------------------------------------------- | ------------------------------ | ---------------------------------------------------------------------------------------------- |
| 1994       | Michele va alla guerra                             | Soldado                        |                                                                                                |
| 1995       | Guardianes de la noche                             | Oficial de Seguridad de la ONU | Cine y Televisión                                                                              |
| 1998       | Tesko je RECI Zbogom                               | Davor                          |                                                                                                |
| 1999-2009  | Urgencias                                          | Dr. Luka Kovac                 |                                                                                                |
| 2003       | American Masters: Robert Capa: En amor y de guerra | Robert Capa                    | Voz de Robert Capa                                                                             |
| 2004       | Espartaco                                          | Espartaco                      |                                                                                                |
| 2005       | Duga mračna noć                                    | Ivan Kolar                     |                                                                                                |
| 2006       | NASA mala klinika                                  | Hombre en el teléfono          | Episodio: "Misevi Bijeli"                                                                      |
| 2009       | The Courageous Heart of Irena Sendler              | Stefan Zgrzembski              |                                                                                                |
| 2010       | Finest de Boston                                   | Angus Martin                   | No vendidos piloto para ABC                                                                    |
| 2010       | Tito                                               | Andrija Hebrang                |                                                                                                |
| 2010       | La profundidad                                     | Sansón                         | Mini-serie para la BBC                                                                         |
| 2010       | Leverage                                           | Damien Moreau                  | Episodios: "El Big Bang de empleo" "El San Lorenzo de empleo"                                  |
| 2011-2012  | Pan Am                                             | Niko Lonza                     | Episodios: "Una moneda en una fuente" "El artículo genuino" "Lenguas romances" "Verdad o reto" |
| 2013       | Ventana roja                                       | Nicholae Schiller              |                                                                                                |
| 2014       | Extant                                             | John Woods                     | Protagonista, 1ª temporada 1; recurrente, la 2ª temporada                                      |
| 2015       | Crossing Lines                                     | Marco                          |                                                                                                |
| 2016       | Timeless (serie de televisión)                     | García Flynn                   |                                                                                                |
| 2019       | Santa Clarita Diet                                 | Dobrivoje Poplovic             | Mafioso serbio.                                                                                |
| 2020       | Doctor Who                                         | Nikola Tesla                   | Episodio: "Nikola Tesla's Night of Terror"                                                     |
| 2019       | The Boys                                           | Alastair Adana                 | Líder de Iglesia del Colectivo                                                                 |

### Videoclips
| Videos musicales | Videos musicales | Videos musicales     | Videos musicales                                                                 |
| Año              | Artista          | Título               | Notas                                                                            |
| ---------------- | ---------------- | -------------------- | -------------------------------------------------------------------------------- |
| 1998             | Tony Cetinski    | "Život" ("vida")     | Video musical croata                                                             |
| 1998             | Madonna          | "El poder del adiós" | Višnjić hace acto de presencia                                                   |
| 2007             | Unkle            | "Burn My Shadow"     | Aparece en el "making of" de acompañamiento video difundido con el video musical |

## Premios y nominaciones
| Año  | Premio                        | Categoría                                                     | Cine / TV Show      | Resultado |
| ---- | ----------------------------- | ------------------------------------------------------------- | ------------------- | --------- |
| 1997 | Premio Orlando                | Mejor Logro de Drama                                          |                     | Ganador   |
| 2000 | Screen Actors Guild Award     | Actuación Sobresaliente de un Ensamble en una Serie Dramática | ER                  | Nominado  |
| 2001 | Screen Actors Guild Award     | Actuación Sobresaliente de un Ensamble en una Serie Dramática | ER                  | Nominado  |
| 2002 | Golden Satellite Award        | Mejor Actuación de un Actor de Reparto, Drama                 | El final profundo   | Nominado  |
| 2004 | Festival de Cine de Pula      | Mejor actor                                                   | Larga Noche Oscura  | Ganador   |
| 2004 | Paris Premio Festival de Cine | Mejor actor                                                   | El doctor del sueño | Ganador   |
| 2011 | Premio Gotham                 | Mejor reparto                                                 | Principiantes       | Ganador   |